# Inline-Speedskating-Weltmeisterschaften 1992
Die Weltmeisterschaften im Inline-Speedskating wurden vom 1. bis 6. September 1992 im italienischen Rom ausgetragen. Die Wettkämpfe fanden auf der Straße statt. Erstmals gab es auf einem Stadtkurs ausgetragen, eine Langstreckenentscheidung im Halbmarathon der Frauen und im Marathon der Männer.

## Frauen
| Distanz              | Gold                                                     | Silber                                              | Bronze                                              |
| Straße               | Straße                                                   | Straße                                              | Straße                                              |
| -------------------- | -------------------------------------------------------- | --------------------------------------------------- | --------------------------------------------------- |
| 300 m Einzelsprint   | Desley Hill                                              | Sandra Zwolle                                       | Nora Vega                                           |
| 500 m Sprint         | Anne Titze                                               | Valerie Dieumegard                                  | Desley Hill                                         |
| 1500 m Sprint        | Cheryl Ann Begg                                          | Eva Maria Richardson                                | Desley Hill                                         |
| 3000 m Massenstart   | Antonella Mauri                                          | Desley Hill                                         | Anne Titze                                          |
| 5000 m Punkte        | Luana Pilia                                              | Els Pinnoy                                          | Antonella Mauri                                     |
| 10000 m Ausscheidung | Jenita Smit                                              | Jennifer Rodriguez                                  | Gretha Smit                                         |
| 5000 m Staffel       | Argentinien Eva Maria Richardson Rosana Sastre Nora Vega | Australien Cheryl Ann Begg Desley Hill So Kuijspres | Italien Luana Pilia Michela Rainisio Rosanna Saitta |
| Langstrecke          |                                                          |                                                     |                                                     |
| 21000 m Halbmarathon | Jenita Smit                                              | Gretha Smit                                         | Jennifer Rodriguez                                  |

## Männer
| Distanz              | Gold                                                   | Silber                                              | Bronze                                                       |
| Straße               | Straße                                                 | Straße                                              | Straße                                                       |
| -------------------- | ------------------------------------------------------ | --------------------------------------------------- | ------------------------------------------------------------ |
| 300 m Einzelsprint   | Derek Parra                                            | Tony Muse                                           | Luca Antoniel                                                |
| 500 m Sprint         | Tony Muse                                              | Derek Parra                                         | Marco Giannini                                               |
| 1500 m Sprint        | Tony Muse                                              | Dante Muse                                          | Luca Antoniel                                                |
| 5000 m Massenstart   | Dante Muse                                             | Arnaud Gicquel                                      | Marco Giannini                                               |
| 10000 m Punkte       | Arnaud Gicquel                                         | Jesus Lamberto                                      | Dante Muse                                                   |
| 20000 m Ausscheidung | Derek Parra                                            | Erik Hulsebosch                                     | Philippe Boulard                                             |
| 10000 m Staffel      | Italien Luca Antoniel Armando Capannolo Marco Giannini | Vereinigte Staaten Dante Muse Tony Muse Derek Parra | Frankreich Arnaud Gicquel Olivier Babonneau Philippe Boulard |
| Langstrecke          |                                                        |                                                     |                                                              |
| 42000 m Marathon     | Erik Hulsebosch                                        | Haico Bouma                                         | Arnaud Gicquel                                               |